# Coucou menu
Chalcites minutillus
Espèce
Statut de conservation UICN

 LC  : Préoccupation mineure
Le Coucou menu (Chalcites minutillus) est une espèce d'oiseaux de la famille des Cuculidae.

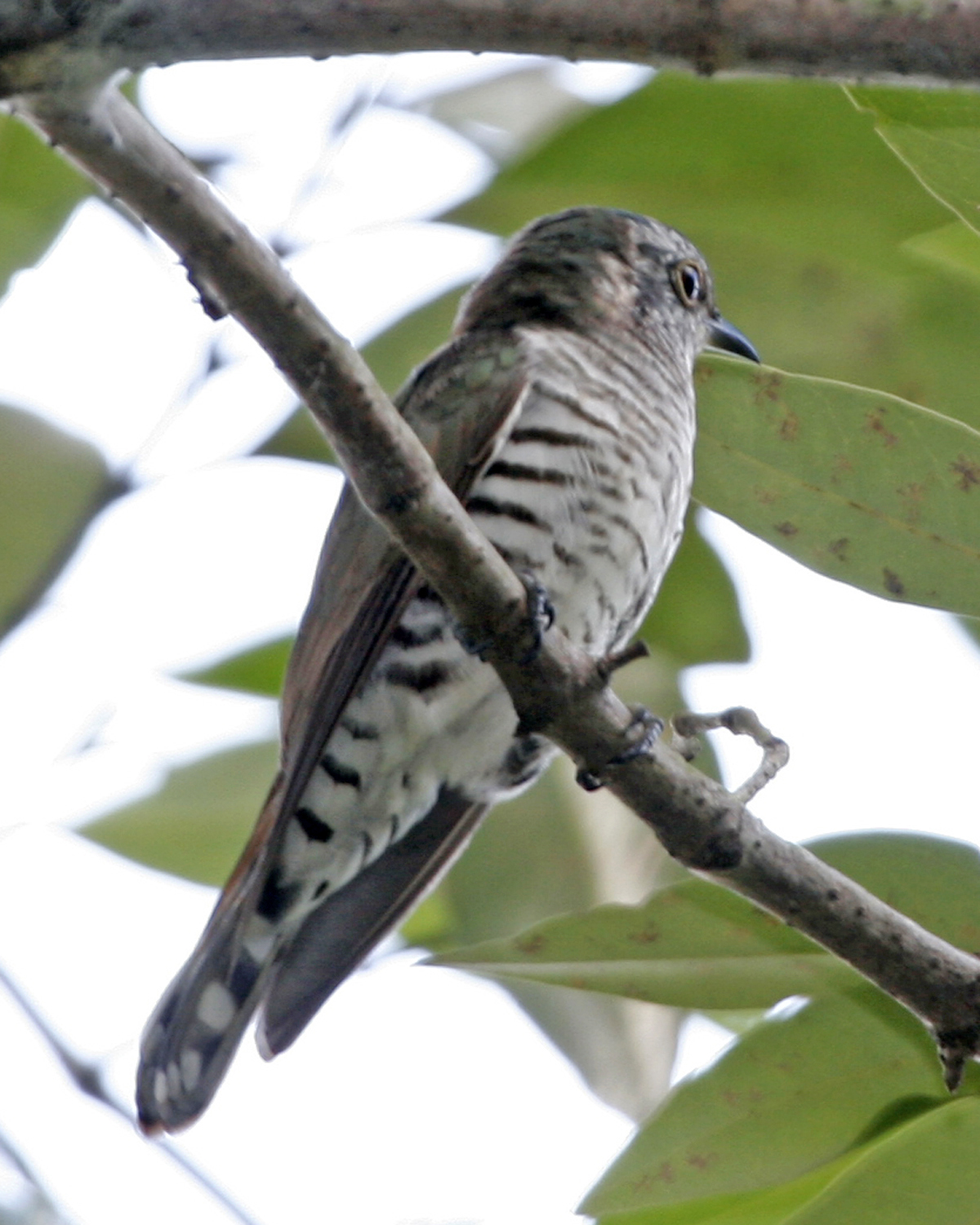

## Mensurations
Il mesure de 15 à 17 cm pour un poids similaire.

## Alimentation
Il se nourrit d'insectes, particulièrement d'hespéridés, de coccinelles, de scarabées, de fourmis et d'abeilles.

## Habitat et répartition
Il fréquente les bordures de forêts et de marécage, de mousson et de Melaleuca.
Son aire s'étend sur le nord et l'est de l'Australie, l'Indonésie, le sud des Philippines et la Nouvelle-Guinée.

## Liste des sous-espèces
D'après la classification de référence (version 14.2, 2024) du Congrès ornithologique international, cette espèce est constituée des 12 sous-espèces suivantes (ordre phylogénique) :
- C. m. peninsularis (Parker, 1981) — péninsule Malaise
- C. m. albifrons (Junge, 1938) — Sumatra, îles Mentawaï et ouest de Java
- C. m. aheneus (Junge, 1938) — Bornéo et Philippines
- C. m. jungei (Stresemann, 1938) — Célèbes et petites îles de la Sonde (de Florès à Alor)
- C. m. rufomerus (Hartert, 1900) —  îles Barat Daya
- C. m. salvadorii (Hartert & Stresemann, 1925) — Tepa (îles Babar)
- C. m. misoriensis (Salvadori, 1876) — Biak
- C. m. poecilurus (Gray, 1862) — Moluques et îles satellites de la Nouvelle-Guinée occidentale
- C. m. minutillus (Gould, 1859) — façade nord de l'Australie
- C. m. russatus (Gould, 1868) — péninsule du cap York
- C. m. barnardi (Mathews, 1912) — est de l'Australie

Le Coucou roussâtre (C. m. russatus) est parfois encore considéré comme une espèce à part entière.